# Revonnas

Revonnas este o comună în departamentul Ain din estul Franței.